# Dinotopterus
Dinotopterus is een monotypisch geslacht van straalvinnige vissen uit de familie van de kieuwzakmeervallen (Clariidae).

## Soort
- Dinotopterus cunningtoni Boulenger, 1906